# The Seven Year Itch
The Seven Year Itch là bộ phim lãng mạn hài hước Mỹ năm 1955, dựa trên vở kịch cùng tên của George Axelrod. Bộ phim do Billy Wilder đồng sáng tác và đạo diễn, với diễn xuất của Marilyn Monroe và Tom Ewell. Phim xuất hiện một trong những hình ảnh biểu tượng của thế kỷ 20 – Monroe đứng trên nắp cống tàu ngầm khi chiếc đầm trắng của cô bị thổi bay lúc đoàn tàu chạy qua. Tựa đề bộ phim được nhiều nhà tâm lý học sử dụng.

## Tuyển vai
- Marilyn Monroe vai Cô gái

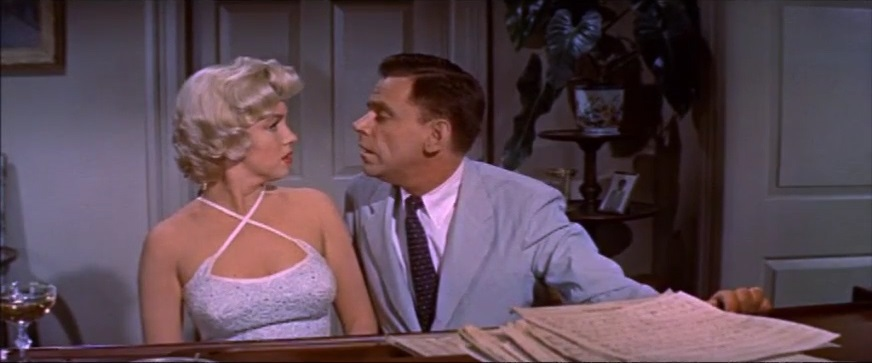
Tom Ewell và Marilyn Monroe.

- Tom Ewell vai Richard Sherman (được ghi nhận với tên Tommy Ewell)
- Evelyn Keyes vai Helen Sherman
- Sonny Tufts vai MacKenzie
- Robert Strauss vai Kruhulik
- Oscar Homolka vai Dr. Brubaker
- Marguerite Chapman vai Miss Morris
- Victor Moore vai Plumber
- Roxanne vai Elaine
- Donald MacBride vai Mr. Brady
- Carolyn Jones vai Miss Finch
- Kathleen Freeman vai Người phụ nữ ở nhà hàng chay (không ghi nhận)
- Doro Merande vai Bồi bàn ở nhà hàng chay (không ghi nhận)

## Nhạc phim
| Bài hát                | Trình bày                   | Ghi chú                   |
| ---------------------- | --------------------------- | ------------------------- |
| "Piano Concerto No. 2" | -                           | Xuất hiện trong nhạc phim |
| "Chopsticks"           | Marilyn Monroe và Tom Ewell | -                         |

## Sản xuất

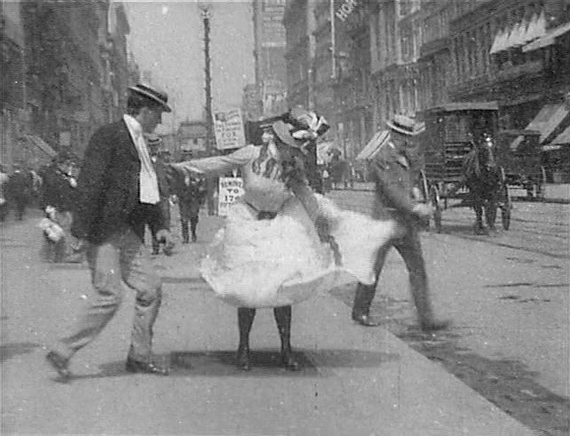
Hình ảnh cúa Monroe gặp nhiều so sánh với một sự kiện tương tự trong phim ngắn What Happened on Twenty-third Street, New York City (1901).

The Seven Year Itch ghi hình giữa ngày 1 tháng 9 đến 4 tháng 11 năm 1954, là bộ phim duy nhất của Billy Wilder, phát hành bởi 20th Century Fox. Nhân vật Elaine (Dolores Rosedale), Marie và giọng nói thâm tâm của Sherman và Cô gái lấy từ vở kịch; nhân vật Plumber, Miss Finch (Carolyn Jones), Bồi bàn (Doro Merande) và Kruhulik (Robert Strauss) được thêm vào. Nhiều câu thoại và cảnh bị cắt hoặc viết lại vì bị cho là không phù hợp. Cảnh tốc váy của Monroe được quay hai lần: lần đầu tiên ở bên ngoài Trans-Lux 52nd Street Theater, sau này là ở 586 Lexington Avenue tại Manhattan, trong khi cảnh thứ hai quay ở phim trường. Cảnh quay giữa Walter Matthau và Ewell xuất hiện trong bản DVD của bộ phim. Saul Bass tạo nên đoạn hoạt hình đầu phim, là lần duy nhất trong một bộ phim của Wilder.

## Phát hành

### Đánh giá chuyên môn
Bài đánh giá năm 1955 của Variety là rất tích cực. Dù mã sản xuất Hollywood lúc bấy giờ không cho phép Billy Wilder thực hiện một bộ phim hài về gian dâm, bài đánh giá bày tỏ sự thất vọng vì nhân vật Sherman vẫn còn trong sạch.

### Phòng vé
Phim mang về 6 triệu đô-la Mỹ tại phòng vé Bắc Mỹ.

## Giải thưởng và vinh danh

### Giải thưởng
| Ngày                | Giải thưởng                      | Hạng mục                                               | Đối tượng    | Kết quả   |
| ------------------- | -------------------------------- | ------------------------------------------------------ | ------------ | --------- |
| 29 tháng 1 năm 1956 | Directors Guild of America Award | Outstanding Directorial Achievement in Motion Pictures | Billy Wilder | Đề cử     |
| 23 tháng 2 năm 1956 | Giải Quả cầu vàng                | Nam diễn viên phim ca nhạc hoặc phim hài xuất sắc nhất | Tom Ewell    | Đoạt giải |

### Công nhận
Loạt danh sách 100 năm... của Viện phim Mỹ
- Danh sách 100 phim hài của Viện phim Mỹ
  - The Seven Year Itch: #51